# Fabian Miesenböck
Fabian Miesenböck (* 7. Juli 1993 in Klagenfurt am Wörthersee) ist ein österreichischer Fußballspieler.

## Karriere
Miesenböck begann seine Karriere in der Jugendakademie des FC Kärnten. 2010 ging er zum FK Austria Wien, 2011 zum SC-ESV Parndorf 1919. Im Jänner 2013 wechselte er wieder nach Kärnten, diesmal zum SK Austria Klagenfurt. Nach dem Aufstieg in den Profifußball gab er sein Profidebüt am ersten Spieltag 2015/16 im Spiel gegen den FC Liefering. Nach nur einer Saison musste er mit der Austria zwangsweise wieder den Gang in die Regionalliga antreten.
Im August 2016 wechselte er zum Zweitligisten LASK Linz, bei dem er einen bis Juni 2017 gültigen Vertrag hatte.
Nach dem Aufstieg des LASK in die Bundesliga wechselte Miesenböck zur Saison 2017/18 zum Zweitligisten SC Wiener Neustadt. Zur Saison 2018/19 wechselte er in die Slowakei zu Spartak Trnava, wo er einen bis Juni 2020 laufenden Vertrag erhielt. Zur Saison 2019/20 kehrte er nach Österreich zurück und wechselte zum Bundesligisten SV Mattersburg. Der Verein stellte nach der Saison 2019/20 den Spielbetrieb ein.
Nach mehreren Monaten ohne Verein kehrte er im Dezember 2020 zur inzwischen wieder zweitklassigen Austria Klagenfurt zurück, bei der er einen bis Juni 2022 laufenden Vertrag erhielt. Mit Klagenfurt stieg er am Ende der Saison 2020/21 in die Bundesliga auf. Nach insgesamt 26 Ligaeinsätzen verließ er Klagenfurt nach der Saison 2022/23.
Nach mehreren Monaten ohne Klub wechselte er dann im Oktober 2023 zum Zweitligisten SKU Amstetten. Nach fünf Einsätzen für Amstetten verließ er das Team aber im Dezember 2023 wieder und beendete seine Profikarriere. Anschließend wechselte er in seine Kärntner Heimat zum fünftklassigen SK Maria Saal.

## Persönliches
Miesenböcks Bruder Marco ist ebenfalls Fußballspieler. Sein Vater Gerd war Stadionsprecher des SK Austria Kärnten und ist Lokalpolitiker (BZÖ, FPÖ, Bürgerallianz).